# Thembinkosi Fanteni
Thembinkosi Fanteni (Cidade do Cabo, 2 de fevereiro de 1984) é um futebolista sul-africano. Joga na posição de atacante.

## Carreira
Fanteni representou o elenco da Seleção Sul-Africana de Futebol no Campeonato Africano das Nações de 2008. Foi convocado para a Copa do Mundo de 2010 pela Seleção Sul-africana de Futebol.
Ele jogou no Mother City, no Ajax Cape Town e no Maccabi Haifa. Joga no Orlando Pirates desde de 2009.